# Parmant Joris
Parmant Joris is een school voor mavo, havo en vwo in Eindhoven en valt onder het bestuur van de vereniging Ons Middelbaar Onderwijs (OMO). Momenteel bevindt de school zich op een tijdelijke locatie aan de Von Flotowlaan 1.

## Geschiedenis

### Elzentlaan

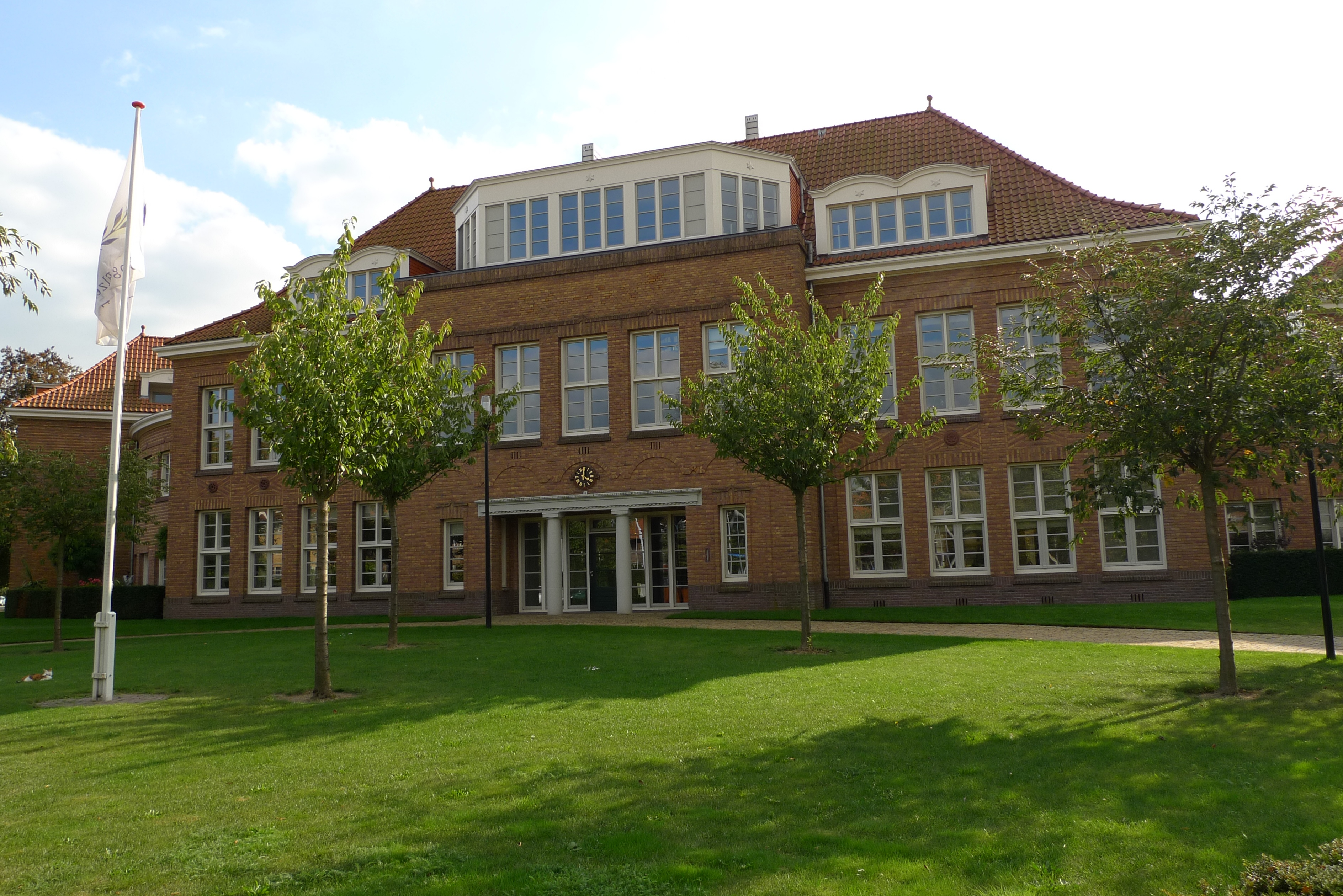
Het gebouw aan de Elzentlaan

Met name de Eindhovense katholieke middenstand wenste katholiek hoger onderwijs, los van de in 1910 opgerichte gemeentelijke (openbare) hbs. Dit leidde tot de oprichting van een R.K. Handelsschool (middelbaar en hoger handelsonderwijs), welke ging ressorteren onder de stichting Ons Middelbaar Onderwijs (OMO). Jongens en meisjes werden strikt van elkaar gescheiden gehouden. Aanvankelijk werd school gehouden in tijdelijke onderkomens. In 1919/1920 veranderde de naam van: R.K. Handelsschool in Roomsch Katholiek Hoogere Burgerschool met Middelbare en Hoogere Handelsschool voor jongens te Eindhoven, terwijl voor de meisjes het Sint-Catharinalyceum tot stand kwam.
In 1924 verhuisde men naar een groot nieuw pand aan de Elzentlaan. De naam voor de jongensafdeling werd veranderd in Sint-Joriscollege, voor de meisjes was in hetzelfde gebouw het Sint-Catharinalyceum, en de jongens en meisjes werden strikt van elkaar gescheiden gehouden. Architect was Theo Taen en het werk werd voortgezet door Eduard Cuypers.
Tijdens de Tweede Wereldoorlog liep het gebouw schade op door bommen, die echter hersteld kon worden. Ook werd het gebouw gedurende enige tijd gevorderd door de bezetter, later door de bevrijders. In augustus 1945 kwam het gehele gebouw weer ter beschikking van de school.
Door een aanwas van leerlingen moest een nieuw gebouw voor het Sint-Catharinalyceum tot stand komen. Dit kwam aan de Jacob van Maerlantlaan en werd in 1953 betrokken. In 1959 fuseerden de hbs-afdelingen van Catharina en Joris, en kwamen samen op de locatie van het Sint-Joriscollege, als gemengde school. In 1968 werd het Sint-Catharinalyceum een gemengde school die de naam: Van Maerlantlyceum aannam.
In 1966 werd ook een gymnasiumopleiding begonnen. Men sprak nu over het Sint-Jorislyceum (SJL). Dit fuseerde in 1970 met de mavo van Eikenburg.

### Roostenlaan
In 1975 werd een nieuw schoolgebouw betrokken dat op het terrein van Eikenburg, aan de Roostenlaan, werd gebouwd. Opnieuw werd de naam nu: Sint-Joriscollege. Het pand aan de Elzentlaan werd omgebouwd tot appartementencomplex met de naam: Hoog Elzent. Waar vroeger de binnenplaats was, loopt nu de Knuvelderlaan.
In 1998 werden negen OMO-scholen samengevoegd tot Scholengemeenschap Het Plein. Hieronder vielen ook vakopleidingen zoals vmbo. De naam van het SJC werd nu: Pleincollege Sint-Joris. In 2004 werd het verband losser: de scholengemeenschap Het Plein werd een scholengroep.
Omdat de term Pleincolleges niet langer een formele status had, kozen de Pleincolleges er gezamenlijk voor om afstand te doen van deze naam. Daarom werd met ingang van 1 augustus 2011 de naam Pleincollege Sint-Joris gewijzigd in Sint-Joriscollege.
In 2017-2018 bestond het Sint-Joriscollege 100 jaar. Op 30 september 2017 vond daarom een grootschalige reünie plaats.
In 2024 kwam er, na jaren van planvorming, eindelijk concrete duidelijkheid over de nieuwbouwprojecten van het Sint-Joriscollege. Het Sint-Joriscollege en Helder havo/vwo zullen gezamenlijk een geheel nieuw twee-onder-een-kapgebouw krijgen op de bestaande locatie van het Sint-Joriscollege op de Roostenlaan.
Sinds 15 januari 2025 heeft de school een nieuwe naam: Parmant Joris. Momenteel is de school in verband met nieuwbouw tijdelijk gevestigd op de Von Flotowlaan. De nieuwbouw op de oorspronkelijke locatie wordt naar verwachting in het tweede kwartaal van 2027 voltooid.